# Rocquigny (Aisne)
Rocquigny è un comune francese di 403 abitanti situato nel dipartimento dell'Aisne della regione dell'Alta Francia.

## Società

### Evoluzione demografica
Abitanti censiti

## Storia
Sul territorio di Rocquigny si trovava l'antica Abbazia di Montreuil-les-Dames.
È da questa abbazia femminile che proviene la celebre icona del Santo Volto di Laon, dipinto bizantino (serbo ?) che sarebbe stata offerta nel 1249, secondo un'antica tradizione, da Jacques Pantaléon di Troyes, il futuro papa Urbano IV, che l'avrebbe acquistata a Bari.
Verso la metà del XVII secolo, le monache di Montreuil lasciarono Rocquigny e s'installarono alla periferia di Laon, portando con sé anche la preziosa icona.
Sottratta alle depredazioni iconoclaste dei rivoluzionari nel 1795, l'opera fu donata alla cattedrale di Laon ov'è tuttora conservata · .